# Marcin Oprządek

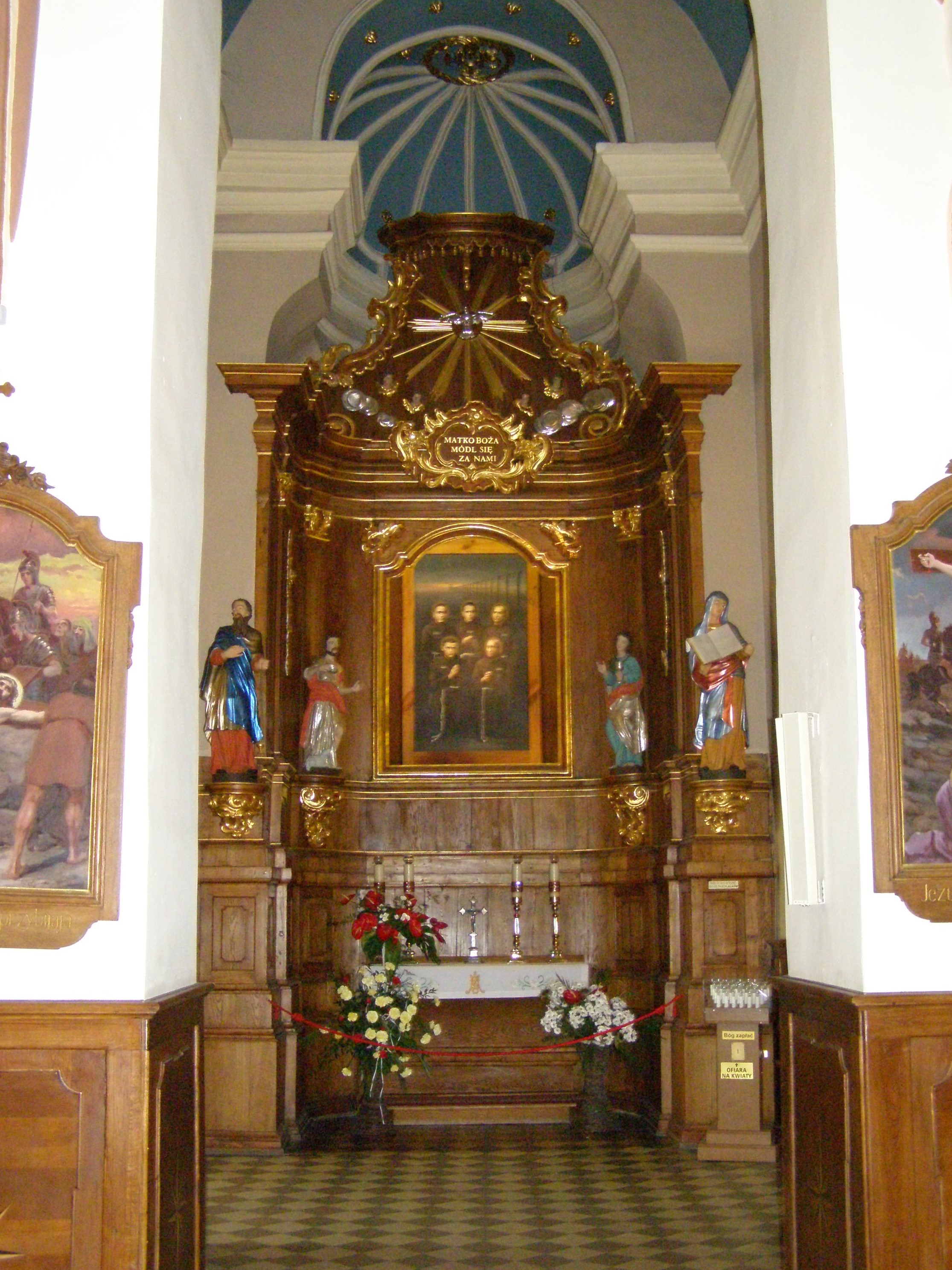
Marcin Oprządek w grupie męczenników franciszkańskich – ołtarz w kościele Wszystkich Świętych we Włocławku

Marcin Oprządek OFM (ur. 4 kwietnia 1884 w Kościelcu, zm. 18 maja 1942 w Hartheim) – polski franciszkanin (brat zakonny), błogosławiony Kościoła katolickiego.

## Życiorys
Marcin Oprządek był franciszkaninem z klasztoru we Włocławku. Po wybuchu II wojny światowej został aresztowany przez gestapo 26 sierpnia 1940 i wywieziony do Szczeglina (k. Poznania), a po trzymiesięcznym pobycie w niemieckim obozie przejściowym Sachsenhausen przewieziony został do obozu koncentracyjnego Dachau. Zginął zagazowany w Hartheim k. Linzu.
Beatyfikowany przez papieża Jana Pawła II w Warszawie 13 czerwca 1999 w grupie 108 polskich męczenników.